# Z Archiwum Polskiego Radia, Vol. 20 – Perfect
Z Archiwum Polskiego Radia, Vol. 20 – Perfect – dwupłytowy album koncertowy zespołu Perfect wydany w 2009 przez Polskie Radio. Pierwsza płyta CD zawiera nagrania z koncertu na Festiwalu w Opolu, zaś na drugiej płycie przedstawiono zapis występu zespołu na festiwalu Jazz Jamboree w tym samym roku.

## Spis utworów
Sporządzono na podstawie materiału źródłowego.

### CD 1
1. "Czytanka dla Janka (muz. i sł. Zbigniew Hołdys) - 4:24
2. "Lokomotywa z ogłoszenia (muz. Zbigniew Hołdys, sł. Bogdan Olewicz) - 3:48
3. "Wieczorny przegląd moich myśli (muz. Zbigniew Hołdys, sł. Bogdan Olewicz) - 4:32
4. "Chcemy być sobą (muz. Zbigniew Hołdys, sł. Bogdan Olewicz) - 5:19
5. "Nie igraj ze mną kiedy gram (muz. Zbigniew Hołdys, sł. Bogdan Olewicz) - 5:41
6. "Taniec dzikiego dziecka" - 3:43
7. "Bażancie życie (muz. Zbigniew Hołdys, sł. Bogdan Olewicz) - 4:20
8. "Nasza muzyka wzbudza strach (muz. Zbigniew Hołdys, sł. Bogdan Olewicz) - 4:53
9. "Ale wkoło jest wesoło (muz. Zbigniew Hołdys, sł. Bogdan Olewicz) - 3:33
10. "Chcemy być sobą (muz. Zbigniew Hołdys, sł. Bogdan Olewicz) - 3:27
11. "Nie płacz Ewka (muz. Zbigniew Hołdys, sł. Bogdan Olewicz) - 6:41

### CD 2
1. "Wieczorny przegląd moich myśli (muz. Zbigniew Hołdys, sł. Bogdan Olewicz) - 3.52
2. "Coś dzieje się w mej biednej głowie (muz. Ryszard Sygitowicz, sł. Bogdan Olewicz) - 4:14
3. "Lokomotywa z ogłoszenia (muz. Zbigniew Hołdys, sł. Bogdan Olewicz) - 4:02
4. "Chcemy być sobą (muz. i sł. Zbigniew Hołdys) - 5:51
5. "Nie igraj ze mną kiedy gram (muz. Zbigniew Hołdys, sł. Bogdan Olewicz) - 7:14
6. "Obracam w palcach złoty pieniądz (muz. Zbigniew Hołdys, sł. Bogdan Olewicz) - 4:23
7. "Taniec dzikiego dziecka (muz. Zbigniew Hołdys) - 4:07
8. "Bażancie życie (muz. Zbigniew Hołdys, sł. Bogdan Olewicz) - 5:02
9. "Niewiele ci mogę dać (muz. Zbigniew Hołdys, sł. Bogdan Olewicz) - 3:35
10. "Ale wkoło jest wesoło (muz. i sł. Zbigniew Hołdys) - 4:17
11. "Nie płacz Ewka (muz. Zbigniew Hołdys, sł. Bogdan Olewicz) - 6:15
12. "Bla, bla, bla (muz. Zbigniew Hołdys, sł. Bogdan Olewicz) - 2:59
13. "Chcemy być sobą (muz. i sł. Zbigniew Hołdys) - 2:45
14. "Nasza muzyka wzbudza strach (muz. i sł. Zbigniew Hołdys) - 5:07